# Crystareino
Crystareino (ou RPG Crystareino) est un jeu vidéo de rôle développé par Hit-Point et édité par Kemco, sorti en 2014 sur Nintendo 3DS, iOS et Android.

## Accueil
- Famitsu : 26/40 (3DS)[1]
- TouchArcade : 4/5 (iOS)[2]